# Polskie Stowarzyszenie Inżynierów i Techników Województwa Śląskiego
Polskie Stowarzyszenie Inżynierów i Techników Województwa Śląskiego – stowarzyszenie zawodowe zrzeszające w dwudziestoleciu międzywojennych polskich inżynierów i techników na Górnym Śląsku.
Organizację stowarzyszenia rozpoczęto już w 1921 r., 11 stycznia 1922 r. odbyło się zebranie założycielskie w którym wzięło udział 36 inżynierów. Powołano Związek Inżynierów i Techników Województwa Śląskiego, mający być organizacją techniczną i kulturalno-oświatową, której celem było wzbogacanie wiedzy technicznej członków i praca nad rozwojem województwa śląskiego i całej Polski.
Zamiarem założycieli było zorganizowanie polskich inżynierów oraz techników i przygotowanie ich do przejęcia i spolszczenia przemysłu, ponieważ oczekiwano, że niemieccy inżynierowie i technicy opuszczą polską część Górnego Śląska. Stowarzyszenie miało się zająć obsadzaniem zakładów przemysłowych, uniemożliwiając tym samym unieruchomienie przemysłu śląskiego. Kiedy jednak większość Niemców pozostała i w przemyśle nie nastąpiły znaczne zmiany osobowe, Stowarzyszenie skoncentrowało się na uzupełnianiu i aktualizacji wiedzy technicznej członków oraz pracy kulturalno-społecznej. 5 lutego 1922 r. odbyło się pierwsze Walne Zebranie, na zebraniu 5 sierpnia 1922 r. przyjęto statut, w którym nastąpiła zmiana nazwy na Polskie Stowarzyszenie Inżynierów i Techników Województwa Śląskiego. 2 września 1922 r. wybrano w miejsce Zarządu pierwszą Radę. 
We wrześniu 1922 roku utworzono Techniczną Radę Naukową, a w listopadzie podjęto decyzję o utworzeniu kół regionalnych w Królewskiej Hucie, Katowicach, Tarnowskich Górach i Rybniku, zaś w grudniu 1922 r. w Bielsku. W końcu 1933 r. Stowarzyszenie skupiało 25% inżynierów i techników polskich pracujących na Górnym Śląsku. Wśród członków dominowali mechanicy, elektrotechnicy i górnicy.
Stowarzyszenie zainicjowało starania o uruchomienie na Śląsku politechniki, w 1930 r. rozpoczęto dyskusję na temat utworzenia politechniki i budowy dla niej gmachów, w której wzięło udział dwieście osób. W marcu 1939 r. Walne Zebranie Koła Bielskiego wysunęło postulat utworzenia politechniki w Bielsku. Stowarzyszenie przyczyniło się również do powołania Śląskich Technicznych Zakładów Naukowych i Śląskiego Instytutu Psychotechnicznego.